# Gabriela Velasco
Gabriela de la Concepción Velasco Vergara (Santiago, 10 de octubre de 1941-Santiago, 4 de junio de 2019) fue una actriz y presentadora de televisión chilena.

## Biografía
Comunicadora y pionera de la televisión en Chile, Gabriela Velasco brilló por todo lo alto en los inicios de las transmisiones de televisión, siendo una destacada conductora con más de una veintena de programas que van desde misceláneos hasta la conducción de noticias, el tiempo y reconocidos programas infantiles. Cabe destacar que Gabriela Velasco fue la primera mujer en animar la primera transmisión por televisión del Festival Internacional de la Canción de Viña del Mar en el año 1972. 
Gabriela fue la tercera hija de Raúl Velasco García integrante y fundador de Los Cuatro Huasos y de Gabriela Vergara Polloni.
Inició su carrera en televisión luego de ser reclutada por Canal 13 en 1965, cuando acompañaba a su hermana para una audición del programa Esto es Chile; luego de ello tuvo una sección (denominada «Las cosas de Gabriela») en el programa Mientras otros duermen siesta, pasando a ser la presentadora principal de dicho programa en abril de 1966. Dentro de su carrera profesional participó en la coanimación del Festival de Viña de 1972 junto a César Antonio Santis, transformándose en la primera mujer en animar la versión televisada del festival. Mención aparte merece el programa infantil El rincón del Conejito TV cuya calidad y aporte a los niños preescolares, le valió el reconocimiento del Consejo Nacional de TV como el mejor programa infantil durante los dos años que se mantuvo al aire. Gabriela también fue conductora de programas de gran popularidad como TV Tiempo, Tres a las tres, El Cumpleaños Feliz y Semana a semana entre otros.
En asociación con Alicia Puccio y su grupo de infantil de canto realizaron un álbum titulado Feliz en tu Día para la banda sonora de su programa de televisión y que finalmente salió al mercado el 3 de agosto de 1979.
Falleció el 4 de junio de 2019. Su deceso fue informado por sus hijos mediante las redes sociales. Sus funerales fueron realizados en el Cementerio Católico de Santiago.

## Vida privada
Contrajo matrimonio en tres ocasiones: la primera con Jorge Luco, quien fue jugador y entrenador del club de fútbol de la Universidad Católica. Su segundo matrimonio fue con Juan Mackenna Salas con quien tuvo un hijo. Su tercer matrimonio fue con Edmundo "Bigote" Arrocet con quien tuvo una hija. Al momento de su muerte alcanzó a ser abuela de seis nietos y tener un bisnieto.